# Lazourne
Lazourne (en ukrainien : Лазу́рне ; jusqu'en 1975 : Novooleksiyivka) est une commune urbaine du raïon de Skadovsk, dans l'oblast de Kherson, en Ukraine.

## Géographie
Lazourne est située sur la côte de la mer Noire, à 28 km à l'ouest de Skadovsk et à 60 km au sud de Kherson, au fond de la baie de Dzharylhach.
La gare ferroviaire la plus proche, Brylivka, est située à 80 km par la route. Lazourne héberge l'administration de la gromada de la colonie de Lazourne, l'une des gromadas d'Ukraine

## Histoire
La localité a été fondée en 1803 et a le statut de commune urbaine depuis 1975.

## Population
La population de Lazourne était de 3 098 habitants (estimation de 2021).

## Tourisme
Lazourne est une grande station balnéaire de la région de Kherson. Il y a environ 30 loges et camps d'été à Lazourne.

### Liens externes

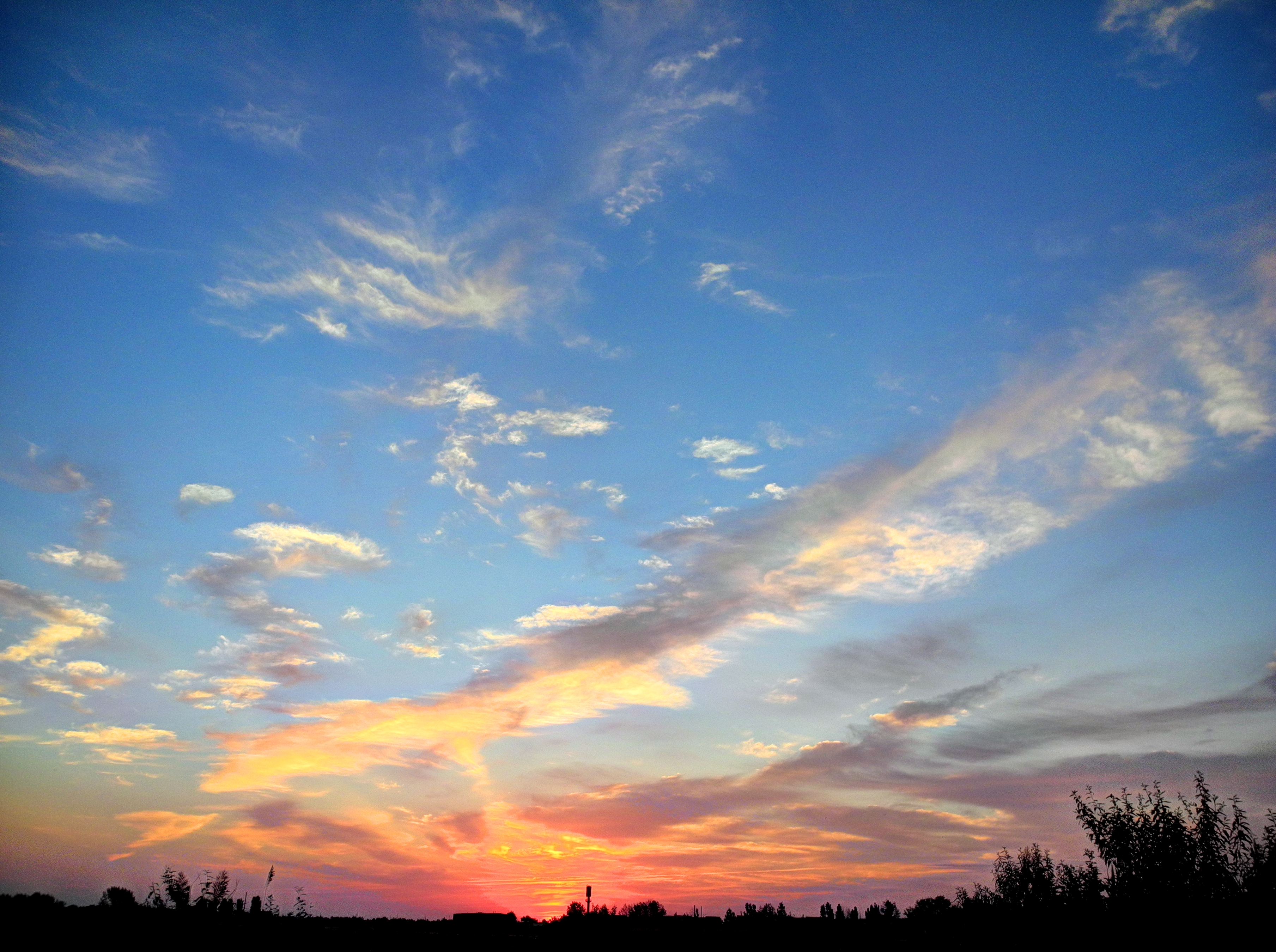
Coucher de soleil au-dessus de Lasourne.